# Hrabstwo Meigs (Tennessee)
Hrabstwo Meigs (ang. Meigs County) – hrabstwo w stanie Tennessee w Stanach Zjednoczonych. Obszar całkowity hrabstwa obejmuje powierzchnię 216,78 mil² (561,46 km²). Według szacunków United States Census Bureau w roku 2009 miało 12 108 mieszkańców.
Hrabstwo powstało w 1836 roku.
Hrabstwo należy do nielicznych hrabstw w Stanach Zjednoczonych należących do tzw. dry county, czyli hrabstw gdzie decyzją lokalnych władz obowiązuje całkowita prohibicja.

## Miasta
- Decatur[6]

| Populacja hrabstwa w poprzednich latach | Populacja hrabstwa w poprzednich latach |
| Rok                                     | Liczba ludności                         |
| --------------------------------------- | --------------------------------------- |
| 1980                                    | 7432                                    |
| 1990                                    | 8033                                    |
| 2000                                    | 11 086                                  |
| 2005                                    | 11 657                                  |